# Příbramský vikariát
Příbramský vikariát je územní část pražské arcidiecéze. Tvoří ji 11 římskokatolických farností.

## Farnosti vikariátu
| Farnost                 | Správce                                                     | Další duchovní ve farnosti                                                                               | Farní kostel                        |
| ----------------------- | ----------------------------------------------------------- | --- | ----------------------------------- |
| Dobříš                  | Angelo Jason Scarano                                        | Mgr. Dipl.techn. Petr Váňa, jáhenská služba, odborný duchovní asistent                                   | Nejsvětější Trojice                 |
| Jince                   | Mariusz Walczak, farář                                      | | sv. Mikuláše                        |
| Krásná Hora nad Vltavou | ThMgr. Zbigniew Grzyb, administrátor                        | | sv. Mikuláše                        |
| Mníšek pod Brdy         | Mgr. Ing. Jan Dlouhý, farář                                 | | sv. Václava                         |
| Petrovice u Sedlčan     | Mgr. Jacek Strachowski, administrátor                       | | sv. Petra a Pavla                   |
| Sedlčany                | Mgr. Stanislav Glac, administrátor                          | | sv. Martina                         |
| Starý Knín              | P. Jozef Andrejčák O.Cr., farář                             | | sv. Františka z Assisi, Starý Knín  |
| Svaté Pole              | P. Mgr. Martin Karel Satoria OCSO, administrátor excurrendo | Mgr. Dipl.techn. Petr Váňa, jáhenská služba                                                              | sv. Alžběty                         |
| Svatá Hora              | P. Jan Sokulski CSsR, administrátor                         | P. Francis Hoa Dang CSsR, farní vikář •P. Stanislav Muzikář CSsR, výpomocný duchovní • P. Ladislav Škrňa | Nanebevzetí Panny Marie, Svatá Hora |
| Příbram                 | Jan Primus farář                                            | | sv. Jakuba Staršího                 |
| Březové Hory            | Robert Cieszkowski, administrátor                           | | sv. Vojtěcha                        |